# The Red Pyramid
The Red Pyramid (no Brasil e em Portugal, A Pirâmide Vermelha) é o primeiro livro da série As Crônicas de Kane, baseada em mitologia egípcia, escrita pelo autor bestseller Rick Riordan, autor da premiada série Percy Jackson e os Olimpianos. Foi lançado nos EUA em 4 de maio de 2010 pela Editora Disney Hyperion, no Brasil em 1º de junho de 2010 pela Editora Intrínseca e em Portugal em julho de 2016 pela Editorial Planeta. Permaneceu durante 65 semanas na lista de bestsellers do Jornal Americano The New York Times.
O livro segue os irmãos Kane, Carter e Sadie, quando descobrem que são descendentes dos faraós e mágicos do Egito antigo. Como resultado, eles são capazes de hospedar deuses e usar magia. A dupla, sem saber, hospeda os deuses egípcios Hórus e Ísis, enquanto seu pai é levado como anfitrião por Osíris, que é capturado por Set. Eles são jogados em uma aventura para resgatar seu pai, enquanto simultaneamente tentam salvar o mundo da destruição. O romance é escrito como se fosse uma transcrição de uma gravação de áudio pelos irmãos Carter e Sadie Kane, alternadamente narrada em primeira pessoa pelos irmãos.
A Pirâmide Vermelha recebeu críticas geralmente positivas, com críticos elogiando seu ritmo, ação e enredo. O romance estava na lista de best-sellers da Amazon Children's. Ele também ganhou um prêmio de melhor livro do School Library Journal, e também foi selecionado para o 2011 Red House Children's Book Award. O audiolivro de The Red Pyramid, narrado por Katherine Kellgren e Kevin P. Free, foi finalista do Audiobook of the Year Award.

## Sinopse
Desde a morte da mãe seis anos antes que Carter Kane viaja pelo mundo com o pai, o egiptólogo Dr. Julius Kane. Ele não frequenta a escola e seus pertences cabem em uma única mala. Enquanto isso, Sadie, sua irmã mais nova, é criada pelos avós em Londres. Ela tem tudo o que Carter queria: casa, amigos e uma vida “normal”. E ele, o que ela mais deseja: conviver com o pai. Depois de tanto tempo separados, os irmãos não tinham praticamente mais nada em comum.
Até que na noite de Natal, em uma visita ao British Museum, o pai faz uma estranha promessa: tudo voltará a ser como antes. Mas seu plano dá errado, e os irmãos acabam assistindo ao momento em que um personagem misterioso desaparece com o egiptólogo e provoca uma explosão magnífica.
Para salvar o pai, os irmãos embarcam em uma perigosa jornada, na qual descobrem que os deuses do Egito Antigo foram despertados e algo terrível está para acontecer – e que tudo isso está relacionado com uma ligação ancestral entre os Kane e a Casa da Vida, ordem secreta que existe desde a época dos faraós.
Primeiro volume da série As crônicas dos Kane, A pirâmide vermelha leva aos leitores a aventura, o mistério e o irresistível humor já característicos dos livros de Rick Riordan, autor da bem-sucedida série Percy Jackson e os olimpianos. Os capítulos narrados ora por Carter, ora por Sadie, dão à história o tom ao mesmo tempo engraçado e comovente da rivalidade e das provocações entre os irmãos, que mal se conhecem no início da saga, mas, quem sabe, ainda serão grandes companheiros.

## Desenvolvimento
De acordo com Riordan, a ideia para a série The Kane Chronicles veio de sua percepção de que o único assunto da história antiga mais popular que a Grécia Antiga era o Egito Antigo Ele já havia escrito e publicado vários livros da série Percy Jackson e os Olimpianos, que tratavam da interação entre a mitologia grega e o mundo moderno. A ideia de ter dois irmãos multirraciais narrando o livro também surgiu de sua experiência como professor. Carter e Sadie Kane, os personagens titulares, foram inspirados por dois irmãos que ele ensinou, além do fato de o Egito Antigo ser uma sociedade multicultural.
Em uma entrevista à Publishers Weekly no BEA 2010 Show, onde Riordan assinou cópias do romance, ele disse que o Egito Antigo "fascina crianças". Ele fez uma extensa pesquisa para que "a magia, os feitiços e os shabti sejam todos fundamentados na realidade". Em outra entrevista, Riordan se opôs à longa tradição ocidental de separar a história egípcia da história de outras sociedades africanas, dizendo que era importante "colocar firmemente o Egito de volta ao reino da história africana". A Pirâmide Vermelha foi a primeira vez que Riordan usou pontos de vista alternados porque era "muito importante ... que ambos os sexos tenham protagonistas com os quais possam se identificar".
O romance contou com a arte da capa de John Rocco, com ilustrações interiores de Michelle Gengaro-Kokmen.

## Lançamento
Teve uma primeira impressão de um milhão de cópias. A série foi planejada para consistir em um livro por ano para criar antecipação.
Em 4 de maio de 2010, uma versão em áudio-book de 14 horas e 32 minutos de The Red Pyramid, narrada por Katherine Kellgren e Kevin R.Free, que mais tarde leram todos os audiolivros da série, foi publicada em todo o mundo pela Brilliance Audio. Em 2 de outubro de 2012, uma versão gráfica de The Red Pyramid, adaptada e ilustrada pelo artista Orpheus Collar, foi publicada mundialmente pela Disney Hyperion.

## Personagens

### Humanos
- Carter Kane - O irmão mais velho de Sadie, viajou com seu pai todos os dias, mas após ver seu pai quebrar a Pedra de Roseta e libertar cinco deuses egípcios, ele vira o hospedeiro de Hórus, (o Deus dos Céus). Carter é muito inteligente e é apaixonado por Zia Rashid.
- Sadie Kane - Irmã mais nova de Carter, Sadie morou com seus avós após a morte da sua mãe, e depois de seu pai, Dr. Julius Kane, quebrar a Pedra de Roseta Sadie passou a ser a hospedeira de Ísis, a Deusa da Maternidade. Sadie tem grandes poderes com a magia, sabe ler hieróglifos e tem o raro dom da adivinhação. Gosta de Anúbis, Deus dos Funerais, mas no Segundo Livro, conhece Walt, um jovem mago que veio para a Casa do Brooklin, para ajudá-los a deter Apófis e fica indecisa entre ele e Anúbis.
- Zia Rashid - É uma maga, treinada no Primeiro Nomo, e consegue manipular o fogo além de ter várias habilidades com a magia. É orfã, pois Apófis destruiu o vilarejo em que ela vivia quando criança, deixando Zia como única sobrevivente. Carter é apaixonado por ela. Na noite em que o Dr. Julius Kane, pai de Carter e Sadie, explodiu a Pedra de Roseta, liberando deuses, a Deusa dos Rios, Néftis escolheu Zia como hospedeira. No final do livro ,é revelado que a ´´Zia`` que ajudou Sadie e Carter era um Shabti e que a verdadeira estava em algum lugar.
- Amós Kane - Irmão do Dr. Julius Kane e tio de Sadie e Carter Kane. No Segundo Livro se torna o Sacerdote-leitor Chefe da Casa da Vida após a morte do até então no cargo, Michel Desjardins.
- Michel Desjardins - Sacerdote-leitor Chefe. Cometeu suicídio, afim de execrar Apófis.
- Vladimir Menshikov - Líder do Décimo Oitavo Nomo (São Pertersburgo - Rússia). No livro A Pirâmide Vermelha e em O Trono de Fogo, Menshikov é um traidor da Casa da Vida, tanto é que tenta libertar Apófis de sua prisão nas profundezas do Duat.
- Sr. e Sra. Faust - Os avós de Sadie e Carter.

### Deuses
- Ísis - Deusa da magia - Esposa de Osíris - Sua anfitriã é Sadie Kane, filha de Ruby Kane
- Hórus - Deus dos Céus - Filho de Osíris. Destinado a recuperar o trono do Maat. Seu anfitrião é Carter .
- Bastet - Deusa dos gatos - o seu anfitrião é Muffin, gata de Sadie Kane. Além disso, uma maga de combate mortal. Ela jurou proteger os irmãos Kane.
- Set - Deus do mal e do caos - representado pela cor vermelha. Possui o corpo de Amós Kane quando ele é preso no cativeiro.
- Osíris - Deus dos mortos - Seu anfitrião é Julius Kane. Pai de Hórus.
- Anúbis - Deus dos funerais e assistente de Osíris - assume a forma de um ser humano com uma cabeça de chacal, ou um rapaz atraente adolescente. Ele e Sadie mostram que têm uma forte relação.
- Tot - Deus da sabedoria e conhecimento - é retratado em seu personagem como um "cientista louco".
- Nut - Deusa do céu - Seus filhos são Osíris, Set, Hórus, Ísis e Néftis.
- Geb - Deus da terra - marido de Nut, as crianças são Osíris, Set, Hórus, Ísis e Néftis
- Serket - Deusa dos aracnídeos .
- Sobek - Deus Crocodilo.
- Rá - Deus do Sol.
- Shu - Deus do vento
- Tefnut - Deusa da chuva.
- Bes - Protetor das crianças.
- Khonsu - Deus da Lua.
- Babi - O Deus babuíno.

### Outros
- Khufu - babuíno de estimação de Amós e aliado da família Kane
- Filipe da Macedônia - crocodilo de estimação de Amós. É um shabti.
- Doughboy - Shabti criado por Julius Kane. Doughboy atende aos pedidos de Carter e Sadie também.
- Muffin - Gata de Sadie e hospedeiro de Bastet.

## Recepção
Refebeu críticas geralmente positivas da crítica especializada. O The Washington Post disse que Riordan "começa [o livro] com um estrondo literal" e "o ritmo nunca diminui à medida que a narrativa corta entre Carter e Sadie". O jornal mais tarde o colocou como "o livro essencial para ler nesse verão". A Kirkus Reviews achou que a história era bastante semelhante aos outros trabalhos de Riordan, como The Lightning Thief, em termos de capítulos, personagens e enredo, mas observou: "isso não é um livro ruim". O Brasileiro casaco dos livros diz que não é "o melhor livro de Riordan, mais ainda assim divertido".
A revista AudioFile elogiou o audio-book, escrevendo que "os trabalhos de Riordan passam bem para o formato de áudio-book com sua fórmula de aventura sem parar de partes iguais e educação bem camuflada". Ele elogiou a introdução de narradores duplos, que "acrescentam um nível de complexidade bem-vindo", a Kevin Free e Katherine Kellgren. A Publishers Weekly elogiou a graphic novel, escrevendo que "o enredo se presta fluidamente ao formato da graphic novel", elogiando a "obra de arte cinematográfica" e os "detalhes explícitos" de Collar, concluindo: "novos leitores e fãs existentes mergulharão corretamente no livro".

## Sequência
A sequência de The Red Pyramide foi nomeada de The Throne of Fire e lançada em 3 de maio de 2011.